# Epílogo (película de 1984)
Epílogo es un largometraje español de 1984 escrito y dirigido por el cineasta Gonzalo Suárez. 
La película se inscribe dentro del género dramático, y contó con la participación de actores como José Sacristán, Francisco Rabal y Charo López, suponiendo el debut de Sonia Martínez en la gran pantalla.

## Argumento
Dos escritores, Ditirambo (José Sacristán) y Rocabruno (Francisco Rabal) firmaban en conjunto sus novelas. Están enamorados de la misma mujer. Diez años después se juntan para escribir su última novela juntos que se titulará Epílogo.

## Reparto
| Intérprete      | Personaje                |
| --------------- | ------------------------ |
| José Sacristán  | José Ditirambo           |
| Francisco Rabal | Rocabruno                |
| Charo López     | Laína                    |
| Manuel Zarzo    | Tío                      |
| Sandra Toral    | Ana                      |
| Cyra Toledo     | Madre                    |
| José Arranz     | Cara de Niño             |
| Sonia Martínez  | Estudiante de Literatura |
| Manuel Calvo    | Martillo Pacheco         |
| Martín Adjemián | Néstor                   |
| Chus Lampreave  | Flo-Flo                  |
| David Velez     | Niño                     |

- Datos: Q5834984